# Ye Shiwen
Ye Shiwen (em chinês:  葉詩文, Yè Shīwén; Hangzhou, 1 de Março de 1996) é uma nadadora chinesa que se consagrou campeã olímpica nos Jogos de Londres de 2012.

## Carreira
Com apenas 16 anos de idade, Ye conquistou duas medalhas de ouro nos Jogos Olímpicos de 2012, sendo que a chinesa foi aos Jogos Olímpicos apenas para participar destas duas provas. Competindo nos 200 metros estilos, onde bateu o recorde olímpico e nos 400 metros estilos, onde destruiu o recorde mundial, com o tempo de 4 minutos, 28 segundos e 43 centésimos. Tais marcas chocaram tanto, devido a sua pouca idade, que chegaram a render comentários acerca de um possível doping, hipótese que já foi negada pelo Comitê Olímpico Internacional, alegando não haver nada de errado com os exames da nadadora.